# عباس محفوظی
عباس محفوظی  (۱۸ مرداد ۱۳۰۷ – ۲۰ شهریور ۱۴۰۳) مرجع تقلید شیعه اهل ایران و ساکن قم بود. وی سابقه عضویت در مجلس خبرگان رهبری، جامعه مدرسان، شورای عالی حوزه علمیه قم و شورای عالی انقلاب فرهنگی را داشت.
محفوظی در زمان حیات محمدتقی بهجت رئیس شورای استفتاء و از مشاوران نزدیک وی بود و کمتر از یک سال پس از مرگ او و پس از مرگ علی صافی گلپایگانی در اردیبهشت ۱۳۸۹ قبول مرجعیت نمودند و در دفتر وی دفتر مرجعیت خود را تأسیس کرد.
محفوظی از اعضای اولیه ی جامعه مدرسان بود که مبارزات طولانی و سوابق تبعید و زندان داشت ، از جمله سه سال تبعید به رفسنجان بود .
وی از موافقان جانشینی سید علی خامنه‌ای به جای سید روح‌الله خمینی در منصب رهبر جمهوری اسلامی ایران بود.

## تولد و تحصیلات
محفوظی در سال ۱۳۰۷ خورشیدی در شهرستان رودسر، استان گیلان در خانواده‌ای مذهبی به دنیا آمد و مقطع ابتدایی را در یکی از مدارس رودسر گذراند.

### تحصیلات حوزوی
وی به دلیل علاقه به تحصیل علوم دینی وارد حوزهٔ علمیهٔ رودسر شد. دورهٔ مقدماتی ادبیات عرب را نزد سید هادی روحانی در حوزهٔ رودسر به پایان رساند و پس از گذشت دو سال دورهٔ تکمیلی در سال ۱۳۴۲ خورشیدی راهی قم شد و با طی دروس مقدماتی به تحصیل دروس خارج پرداخت.

### استادان
محفوظی نزد افرادی مانند مرتضی حائری یزدی، مجاهدی تبریزی، سید محمدباقر سلطانی، سید روح‌الله خمینی، سید حسین طباطبایی بروجردی، میرزا هاشم آملی، سیدمحمدرضا گلپایگانی، سید محمد محقق داماد و سید محمد حجت کوه‌کمری، فقه، اصول و فلسفه را تحصیل کرد و دروس تکمیلی فلسفه را نزد افرادی همچون سید محمدحسین طباطبایی فراگرفت. وی پس از مدتی به نجف رفته و از کلاس درس سید عبدالهادی شیرازی و میرزا باقر زنجانی و حسین حلی استفاده کرد.

### تدریس
او بیش از چهل سال به تدریس سطوح عالی و خارج فقه و اصول و فلسفه در حوزه اشتغال داشت و شاگردان بسیاری تربیت کرد.

### تحقیقات و کتب منتشره عباس محفوظی
1. ۱ کتاب خمس
2. ۲ کتاب زکات
3. ۳ کتاب حدود
4. ۴ کتاب دیات
5. ۵ کتاب قصاص
6. ۶ کتاب تقلید
7. ۷ کتاب حج - جلد اول (چاپ اول)[۲]
8. ۸ سلوک کعبه
9. ۹ مجموعه تفسیر قرآن کریم
10. ۱۰ اخلاق اسلامی (چاپ دوم)
11. ۱۱ تاریخ قرآن
12. ۱۲ اندیشه‌های بنیادین در اخلاق اسلامی
13. ۱۳ حاشیه تحلیلی بر عروه الوثقی
14. ۱۴ تقریر دروس خارج بروجردی و خمینی
15. ۱۵ عرفان و عبادت (چاپ پنجم)
16. ۱۶ امام حسین و عاشورا
17. ۱۷ 'جوان و اصول عقاید'[۴]